# Далеч от безумната тълпа (филм, 1967)
 Тази статия е за филма от 1967 година.  За други значения вижте Далеч от безумната тълпа (пояснение).  
„Далеч от безумната тълпа“ (на английски: Far from the Madding Crowd) е британски филм от 1967 г. В него участва Джули Кристи. Филмът е направен по едноименния роман на Томас Харди. Режисьор е Джон Шлезинджър, а продуцент – Жозе Жани.

## Сюжет
Англия, 1874 г. Наследявайки от чичо си голяма ферма, младата Батшиба Евърдийн (Джули Кристи) енергично се хваща за работа, като си наема работници. Тя наема и разореният фермер Гейбриъл Оук (Алън Бейтс), честен и опитен човек. Гейбриъл дори иска ръката ѝ, но претърпява неуспех. След него, ръката на младата дама иска и съседът ѝ, имотен фермер (Питър Финч), но и той удря на камък. Срещата със самовлюбения красавец сержант Франк Трой (Теренс Стамп), става съдбоносна за Батшиба...

## В ролите
| Актьор         | Роля              |
| -------------- | ----------------- |
| Джули Кристи   | Томас (Бейб) Леви |
| Терънс Стамп   | Франк Трой        |
| Питър Финч     | Уилям Болдууд     |
| Алън Бейтс     | Габриел Оук       |
| Прунела Рансъм | Фани Робин        |
| Фиона Уокър    | Лиди              |
| Алисън Легът   | Мисис Хърст       |
| Пол Доукинс    | Хенри Фрай        |
| Джулиан Съмърс | Ян Коган          |
| Джон Барет     | Джоузеф Пурграс   |
| Фреди Джоунс   | Каини Боу         |